# Radical 103
El radical 103, representado por el carácter Han 疋, es uno de los 214 radicales del diccionario de Kangxi. En mandarín estándar es llamado 疋部, (pǐ　bù «radical “rollo de tela”»); en japonés es llamado 疋部, しょぶ (shobu), y en coreano 소 (so).
El radical 103 puede aparecer algunas veces en la forma variante 𤴔, en el lado izquierdo de los caracteres (por ejemplo, en 疎).

## Nombres populares
- Mandarín estándar: 疋, pǐ, «rollo de tela».
- Coreano: 발소부, bal so bu, «radical so-pie» (compárese con el radical «pie»: 足), 짝필부, jjak pil bu, «radical pil-rollo de tela».
- Japonés:　疋（ひき）, hiki, «rollo de tela».
- En occidente: radical «rollo de tela».

## Galería
| Estilos antiguos                                 | Estilos antiguos                  | Estilos antiguos                        | Estilos antiguos                   | Estilos antiguos                   | Estilos empleados actualmente       | Estilos empleados actualmente  | Estilos empleados actualmente    | Estilos empleados actualmente   | Estilos empleados actualmente  |
|                                                  |                                   |                                         |                                    |                                    |                                     | 疋                             | 疋                               |                                 |                                |
| 甲骨文 jiǎgǔwén (escritura de huesos oraculares) | 金文 jīnwén (escritura de bronce) | 简帛 jiǎnbó (escritura de bambú y seda) | 篆文 zhuànwén (escritura de sello) | 篆文 zhuànwén (escritura de sello) | 隸書 lìshū (estilo de los escribas) | 楷書 kǎishū (estilo regular)   | 楷書 kǎishū (estilo regular)     | 行書 xǐngshū (estilo corriente) | 草書 cǎoshū (estilo de hierba) |
| 甲骨文 jiǎgǔwén (escritura de huesos oraculares) | 金文 jīnwén (escritura de bronce) | 简帛 jiǎnbó (escritura de bambú y seda) | 大篆 dàzhuàn (sello grande)        | 小篆 xiǎozhuàn (sello pequeño)     | 隸書 lìshū (estilo de los escribas) | 繁體／繁体 fántǐ (tradicional) | 简体／簡體 jiǎntǐ (simplificado) | 行書 xǐngshū (estilo corriente) | 草書 cǎoshū (estilo de hierba) |

## Caracteres con el radical 103

| trazos | carácter |
| ------ | -------- |
| + 0    | 疋       |
| + 3    | 疌       |
| + 5    | 疍       |
| + 6    | 疏       |
| + 7    | 疎       |
| + 9    | 疐 疑    |